# یوباجای
یوباجای (به اسپانیایی: Ubajay) یک منطقهٔ مسکونی در آرژانتین است که در ایالت انتره ریوز واقع شده‌است.

## خواهرخوانده
شهر Parral خواهرخواندهٔ یوباجای هست.